# پناهگاه صخره‌ای درمر برآفتاب
پناهگاه صخره‌ای درمر برآفتاب مربوط به دوران پارینه‌سنگی است و در شهرستان کوهدشت، بخش مرکزی، دهستان کوهدشت جنوبی، روستای خوشناموند واقع شده و این اثر در تاریخ ۷ اسفند ۱۳۸۶ با شمارهٔ ثبت ۲۱۳۶۳ به‌عنوان یکی از آثار ملی ایران به ثبت رسیده است.